# Losing My Religion
„Losing My Religion” је песма рок састава R.E.M. објављена на њиховом албуму Out of Time из 1991. године.

## Песма
Losing My Religion је израз који се употребљава у јужним деловима САД, у значењу „испасти из такта“. Према речима певача и текстописца Мајкла Стајпа, текст има сличну тематску основу као песма Every Breath You Take групе The Police, и потпуно је нерелигиозан, иако би се по називу и музичком споту могло закључити другачије. Такође је изјавио да је текст песме инспирисан песмом The Emperor's New Clothes певачице Шинејд О'Конор.
Losing My Religion се још увек емитује на радио-станицама и врло вероватно је најпознатија песма састава R.E.M..
Песма је објављена и на best of албуму In Time: The Best of R.E.M. 1988-2003, као једина песма са Out of Time, јер на њему нема светског хита Shiny Happy People. У новембру 2004, часопис Rolling Stone је на својој топ-листи 500 најбољих песама свих времена сместио ову песму на 169. место.

## Обраде и извођења
- У песми Polka Your Eyes out коју изводи Откачени Ал Јанковић (Weird Al Yankovic), може се чути део ове песме обрађен у стилу полке.
- је неколико пута изводила ову песму на својим живим наступима.
- Хип Хоп музичар Immortal Technique спомиње ову песму у својој песми Crossing the Boundary, где каже " Like them white boys, Losin' my religion!".

## Музички спот
Спот, који је режирао Tarsem Singh, је био проглашен за најбољи видео године на додели МТВ видео музичких награда 1991. године. Такође је добио награде за најбољи видео музичког састава, видео који представља најбољи пробој, најбољу уметничку режију у споту, најбољег режисера и најбољу монтажу.
Спот је препун религиозних призора, са посебним акцентом на Светог Себастијана и Хинду религију. Поред тога, доста је присутан утицај совјетских социјалистичких постера, а осветљење и атмосфера су били резултат инспирације сликама Каравађа. Супротно увреженим мишљењима, промотивни музички спот није био забрањен у Ирској због приказивања религиозних садржаја, с обзиром да се у Републици Ирској не цензуришу видео-спотови.
Концепт видео-спота је заснован на краткој причи Габријела Гарсије Маркеса, Врло стари човек са огромним крилима, а уводна сцена је инспирисана делом филма Offret Андреја Тарковског.

## Списак песама
Све песме су написали Бил Бери, Питер Бак, Мајк Милс, и Мајкл Стајп.

### 7" сингл
1. – 4:29
2. – 2:32

### 12" сингл и ЦД сингл
1. – 4:29
2. – 2:32
3. 1 – 2:08

### ЦД 1, издање за Уједињено Краљевство
1. – 4:29
2. 1 – 3:21
3. 1 – 4:23
4. 1 – 4:24

### ЦД 2, издање за Уједињено Краљевство
1. – 4:29
2. – 4:51
3. – 4:38
4. – 2:32

1 Са наступа уживо, делови из филма Tourfilm.